# Singapur en los Juegos Olímpicos de la Juventud 2014

Bandera de Singapur.

Singapur compitió en los Juegos Olímpicos de la Juventud 2014 en Nankín, China. Singapur, comandado por el Comité Olímpico de Singapur, compitió con tres atletas a competir en 1 disciplina deportiva. Fue la segunda participación de Singapur en este evento olímpico. En 2010, la primera edición, Singapur fue el país local.

## Vela

### Byte CII
Singapur clasificó dos atletas para esta competencia, estas plazas fueron logradas por Bernie Chin (masculino) y Samantha Yom (femenino).
- Evento masculino de Byte CII - 1 atleta
- Evento femenino de Byte CII - 1 atleta

### Techno 293
Singapur obtuvo una plaza femenina en el evento clasificatorio asiático en el que fue local, disputado en la ciudad de Singapur.
- Evento femenino de Techno 293 - 1 atleta